# Владо Делчев
Владо Делчев е бивш български футболист, вратар. Трикратен шампион и трикратен носител на купата на Съветската армия. Известен като майстор на спасяванията на дузпи.

## Кариера
Юноша е на ФК Димитровград. През 1978 г. в течение на няколко месеца е част от ЦСКА, но е четвърти вратар и не записва нито един мач. През 1980 г. преминава в Левски (София). Там измества от титулярното място стража Стефан Стайков и изиграва 22 мача в дебютния си сезон. Делчев записва и срещи в Купата на УЕФА, където Левски достига 1/16 финал. След мач със Спартак Плевен, в който допуска 3 гола за 25 минути от Пламен Гетов, губи титулярното си място. Под рамката на вратата в следващите години е налаган Борислав Михайлов. Въпреки редките си шансове за изява, Владо остава верен на „сините“. Той получава отново своя шанс през сезон 1985/86, когато Михайлов е наказан поради скандалния финал за Купата на България и последвалата Реформа в Българския футбол. Делчев играе в Левски до 1989 г., като по това време става трикратен шампион на страната, носител на 2 национални купи и трикратен носител на Купата на Съветската армия. Напуска Левски след като „сините“ решават да заложат на младите вратари Здравко Здравков и Димитър Попов. Владо преминава в Хасково, а след това пази известно време и за Спартак (Варна).

## Успехи
- Шампион на България – 1983/1984; 1984/1985; 1987/1988;
- Купа на България – 1983/1984; 1985/1986;
- Купа на Съветската армия – 1983/1984; 1986/1987; 1987/1988